# Chorispora tashkorganica
Chorispora tashkorganica är en korsblommig växtart som beskrevs av Al-shehbaz, T.Y. Cheo, L.L. Lu och Guang Yang. Chorispora tashkorganica ingår i släktet hönsrättikor, och familjen korsblommiga växter. Inga underarter finns listade i Catalogue of Life.